# Calusa

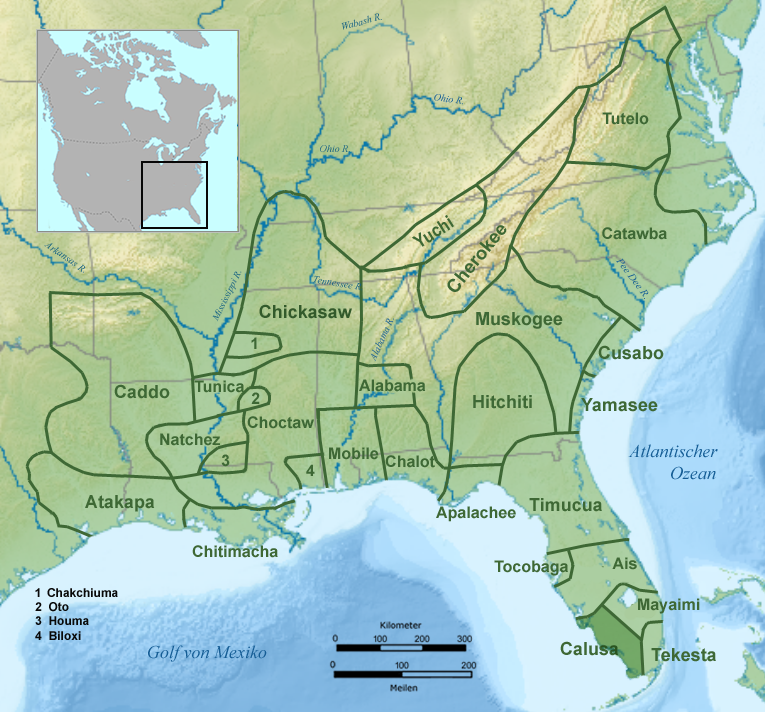
Stammesgebiet der Calusa im 16. Jahrhundert.

Die Calusa [kəˈluːsə] waren ein nordamerikanischer Indianerstamm. Sie lebten an der Küste und den küstennahen Flüssen im Südwesten von Florida. Die Gesellschaft der Calusa entwickelte sich aus den archaischen Indianerstämmen der Everglades. Zur Zeit der europäischen Eroberung Floridas befanden sich die Calusa auf ihrem kulturellen Höhepunkt (Caloosahatchee-Kultur). Bemerkenswert ist, dass die Calusa eine komplexe Kultur entwickelt hatten, die überwiegend auf Fischerei und weniger auf Landwirtschaft ausgerichtet war. Das Gebiet der Calusa erstreckte sich von Charlotte Harbor bis Cape Sable, dem heutigen Gebiet des Charlotte County und des Lee County und möglicherweise bis zu den Florida Keys. Die höchste Bevölkerungszahl wurde um die Zeit der europäischen Eroberung Floridas erreicht. Sie lag zu diesem Zeitpunkt bei einigen zehntausend Calusa.
Die Calusa übten einen großen kulturellen und politischen Einfluss auf die anderen Stämme im südlichen Florida aus. So beherrschten sie die Mayaimi am Lake Mayaimi (heute Okeechobeesee), die Tocobaga an der Tampa Bay, die Tequesta und die Jaega, welche die südöstliche Küste von Florida bewohnten. Es gibt Vermutungen, dass ihr Einfluss bis zum Stamm der Ais reichte, die die mittlere östliche Küste Floridas bewohnten.

## Namensherkunft
Frühe spanische und französische Quellen benennen den Stamm bzw. die Stammeshäuptlinge als Calos, Calus, Caalus, und Carlos. Hernando de Escalante Fontaneda, ein spanischer Eroberer, der im 16. Jahrhundert von den Calusa gefangen gehalten wurde, berichtet, dass Calusa in ihrer Sprache Wildes (kämpferisches) Volk bedeutete. Von den Anglo-Amerikanern wurde die Bezeichnung Calusa seit dem frühen 19. Jahrhundert übernommen. In der Sprache der Creek und der Mikasuki, bzw. der heutigen Seminolen und Miccosukee ist Calusa ein Ethnonym für Menschen, die um den Fluss Caloosahatchee leben.
Juan Rogel, ein jesuitischer Missionar, der um 1560 bei den Calusa lebte, schrieb, dass sie ihr Stammesgebiet als Escampaba bzw. Escampaha bezeichneten. Der Stammeshäuptling nannte sich Caalus, was von den Spaniern zu Carlos verballhornt wurde. Nach den Berichten der Spanier von 1570 gab es an der Küste eine Carlos Bucht, die von den dortigen Indianern Escampaba genannt wurde.

## Ursprünge
Die ersten Menschen, die Paläoindianer, kamen vor etwa 12000 Jahren nach Florida. Nach dem Ende der letzten Eiszeit erhöhte sich der Meeresspiegel auf sein heutiges Niveau und Floridas Küstenlinie bekam ihre jetzige Form. Etwa um 5000 v. Chr. besiedelten Indianer erstmals die Sümpfe im südlichen Florida und gründeten feste Dörfer. Diese wurden über mehrere Generationen kontinuierlich bewohnt. Die frühen Einwohner Floridas besiedelten sowohl die Sümpfe im Landesinneren als auch die Salzwassermarschen an der Küste. Ab 2000 v. Chr. wurden gebrannte Tonwaren hergestellt. Schließlich entwickelten sich um ca. 500 v. Chr. aus den Paläoindianern die heutigen Indianerstämme Floridas, einschließlich der Calusa.
Es gibt Hinweise darauf, dass die Gegend um Charlotte Harbor seit etwa 3500 v. Chr. von indigenen Völkern bewohnt wird. Aber erst seit 500 n. Chr. gibt es Hinweise auf die Calusa bzw. die Caloosahatchee-Kultur. Die Gesellschaftsstruktur, die bis zum Verschwinden der Calusa-Kultur bestand, prägte sich etwa um 800 n. Chr. aus. Zur Zeit der spanischen Eroberung Floridas bildeten die Calusa den Kern der Caloosahatchee-Kultur. Archäologische Funde zeigen, dass sich ihre Kultur von 800 n. Chr. bis zur Ankunft der ersten Europäer nicht mehr grundlegend veränderte.

## Gesellschaft

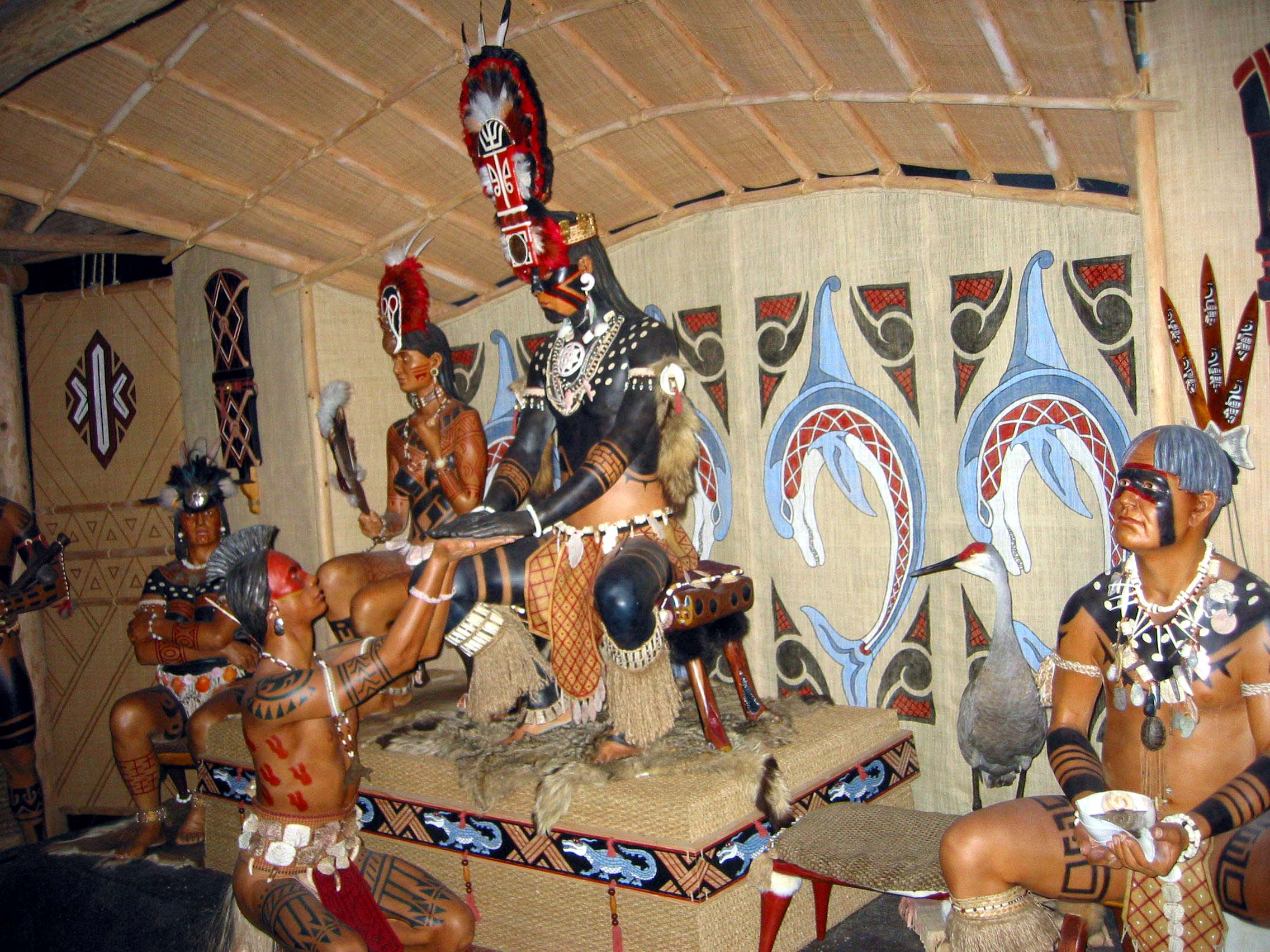
Diorama mit einem Calusa Häuptling (Florida Museum of Natural History)

Die Gesellschaft der Calusa bestand aus einem zweigliedrigen Kastensystem, das aus bürgerlichen und adeligen Mitgliedern bestand. Die Gesellschaft wurde von den Adligen regiert, denen ein Stammeshäuptling vorstand (Häuptlingstum). Ihm unterstellt waren ein militärischer Führer (capitán general, wie ihn die Spanier bezeichneten) und ein Hoher Priester. Nach spanischen Berichten war im Jahre 1564 der Hohe Priester der Vater des Stammeshäuptlings und der militärische Führer sein Cousin. Die politischen Ämter wurden nicht zwangsläufig vererbt, obwohl mindestens vier Fälle bekannt sind, wo ein Sohn das Amt seines Vaters als Stammeshäuptling übernahm. Die Spanier berichteten weiter, dass vom Häuptling erwartet wurde, seine Schwester zu heiraten. Von heutigen Archäologen wie Darcie A. MacMahon und William H. Marquardt wird dies allerdings angezweifelt und auf einen Übersetzungsfehler zurückgeführt. Mit Schwester war vermutlich nicht die leibliche Schwester, sondern ein weibliches Mitglied des eigenen Clans gemeint. Der Häuptling konnte weitere Frauen oder Nebenfrauen aus anderen Clans bzw. Stämmen heiraten, um seine politische Macht zu festigen. In diesem Zusammenhang wird von den Spaniern berichtet, der Häuptling Carlos hätte seine Schwester Antonia dem Eroberer Pedro Menéndez de Avilés 1566 zur Heirat angeboten.
Daneben waren die Calusa eines der wenigen amerikanischen Völker, die Sklaven hielten. Dies war jedoch nur ein zeitlich begrenzter Status für Kriegsgefangene, bis sie sozialisiert waren.

## Kultur

### Ernährung
Von Ausgrabungsstätten an der Küste oder den Flussmündungen weiß man, dass sie sich überwiegend von Fisch ernährten. Insbesondere wurden Meerbrassen (Lagodon rhomboides), Süßlippen und Meerwelse verzehrt. Neben diesen kleineren Fischen wurden auch Reste von größeren Knochenfischen, Haien, Rochen sowie von Weich- und Krustentieren gefunden. Neben diesen gehörten in geringerem Umfang auch Enten sowie Land- und Meeresschildkröten zu ihrer Nahrung. Pedro Menéndez de Avilés berichtete von seinem Besuch im Jahre 1566, dass die Calusa ihm ausschließlich Fisch und Austern servierten. Eine Analyse der Abfallhaufen der Wightman-Ausgrabungsstätte auf Sanibel zeigte, dass die Calusa etwa 93 % ihres Energiebedarfs durch Fisch und Schalentiere deckten. Weniger als 6 % wurden durch Säugetiere und weniger als 1 % durch Vögel und Reptilien gedeckt. Ausgrabungen im Landesinneren (Platt Island) zeigen ein anderes Bild. Hier stammte 60 % von Säugetieren, wie dem in Florida vorkommenden Weißwedelhirsch. Fisch und Krustentiere machten hier nur etwa 20 % der Ernährung aus.
Von einigen Historikern wurde behauptet, dass die Calusa auch Mais und wilden Sago kultivierten. Dem steht entgegen, dass bisher keine Reste von wildem Sago und Mais bei den archäologischen Ausgrabungen gefunden wurden. Gegen den Anbau von wildem Sago spricht ebenfalls, dass keine Sagopollen gefunden wurden und dass wilder Sago nicht gut in den feuchten Sümpfen Floridas gedeiht. Weiterhin ist überliefert, dass die Calusa keine landwirtschaftlichen Gerätschaften von den Spaniern eingetauschten.
Die pflanzliche Kost der Calusa bestand aus einem breiten Spektrum von wilden Beeren, Früchten, Nüssen, Wurzeln und anderen Pflanzenteilen. Der amerikanische Anthropologe George Murdock schätzte, dass Pflanzen etwa 20 % der Gesamtnahrung ausmachten, wobei sie ausschließlich gesammelt, aber nicht angebaut wurden. Interessanterweise wurden in den Abfallhaufen der Wightman-Ausgrabungsstätte keine Pflanzenreste gefunden. Es gibt allerdings Hinweise darauf, dass die Calusa schon vor 2000 Jahren Papayas kultivierten. Weiterhin bauten sie Gartenkürbisse und Flaschenkürbisse an, um hieraus Fischnetze und Schwimmer herzustellen.

### Werkzeuge

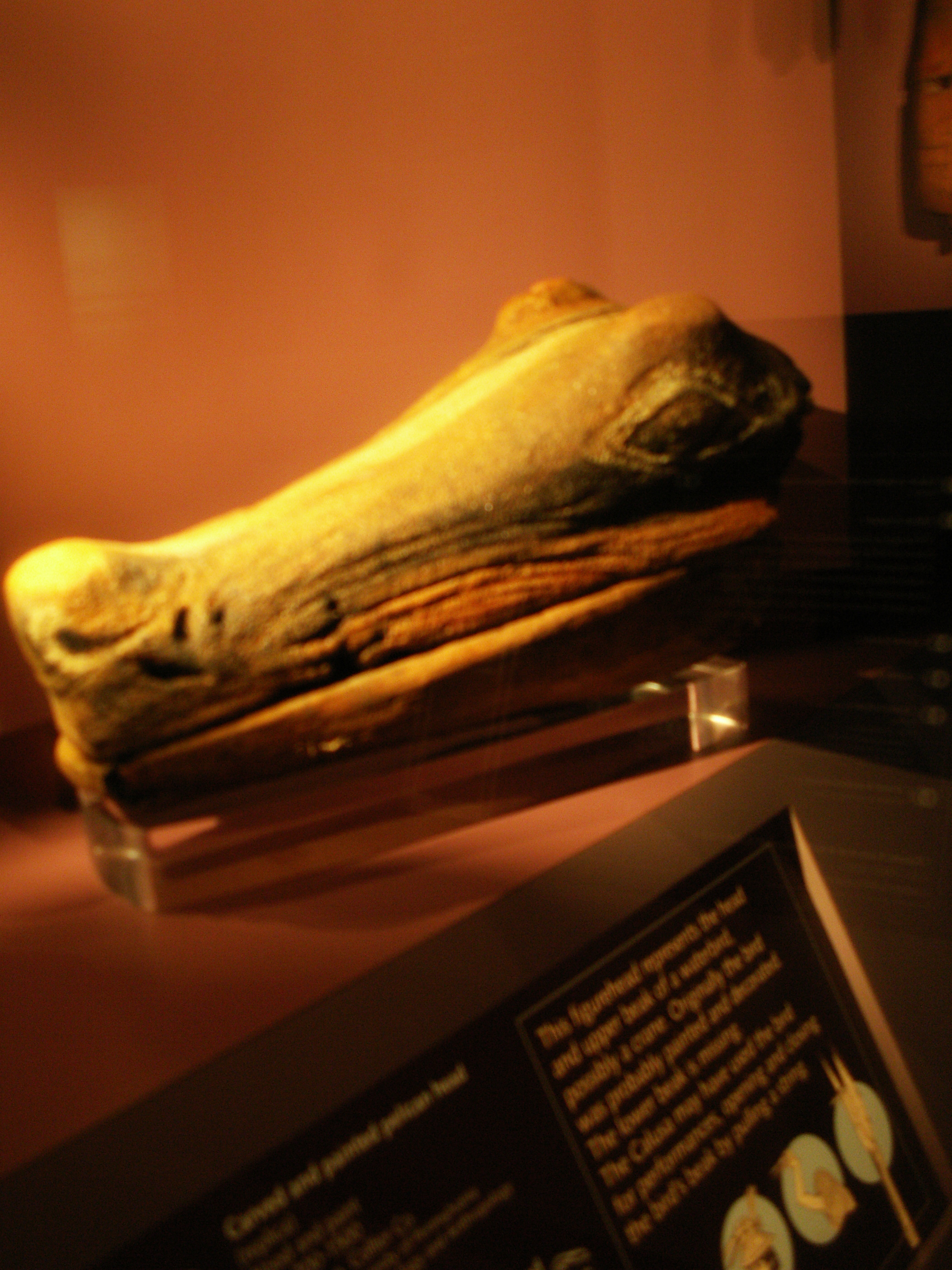
Geschnitzter Kopf eines Alligators

Die Calusa fingen die überwiegende Menge ihres Fisches mit Netzen. Die Netze besaßen eine einheitliche Maschenweite. Netze mit abweichenden Maschenweiten wurden selten und vermutlich nur saisonal für besondere Fischarten eingesetzt. Die Netze wurden mit Ahlen aus Muscheln oder Knochen hergestellt. Aus Kalebassekürbissen wurden Schwimmer und Gewichte hergestellt. Speere und Harpunen wurden ebenfalls zum Fischfang verwendet. Gut erhaltene Netze, Schwimmer und Haken wurden auf Key Marco und den benachbarten Gebieten der Muspa-Indianer gefunden.
Werkzeuge aus Metall waren unbekannt. Hier kamen ausschließlich Werkzeuge aus Muschelschalen und Holz zum Einsatz. Neben den Muschelschalen wurden auch vielfach Haifischzähne als Werkzeuge zum Schneiden, Schnitzen und Gravieren verwendet. Ihre Netze fertigten die Calusa aus Palmenfasern. Schnüre und Seile wurden aus Fasern der Palmettopalme, der Sägepalme, der Agave oder aus dem Spanischen Moos hergestellt. Weiterhin wurden die Rinden von Sumpfzypressen und Weiden verwendet. Hieraus wurden auch Fischreusen hergestellt. Größere Gegenstände, wie Boote, Paddel und Schüsseln, wurden aus Holz geschnitzt. Kultische Gegenstände wie Masken und Statuen von Tieren wurden zusätzlich oft bemalt.

### Häuser und Siedlungen
Die Calusa lebten in großen Gemeinschaftshäusern. Als Pedro Menéndez de Avilés um 1566 die Hauptstadt der Calusa auf Mound Key besuchte, beschrieb er das Haus des Häuptlings, das auch als Versammlungshaus diente. Es war groß genug, um 2.000 Menschen ohne Gedränge Platz zu bieten. Als der Häuptling Menéndez eine Audienz in seinem Haus gewährte, saß er auf einem Thron und war von 500 Getreuen umgeben. Seine Nebenfrau saß ebenfalls auf einem Thron und war auch von 500 Frauen umgeben. Menéndez schreibt weiter, dass das Haus zwei große Fenster besaß. Nach Berichten spanischer Mönche boten die Dächer der Häuser nur wenig Schutz vor Unwettern. In einem Bericht von 1697 notierten die Spanier, dass es insgesamt 16 Häuser mit etwa 1.000 Bewohnern auf Mound Key gab.
Im Bereich der Siedlungen bildeten sich im Laufe der Zeit große, für die Calusa spezifische Abfallhaufen. Da ihre Kultur vom Fischfang geprägt war, bestanden diese Abfallhaufen zum Großteil aus Muscheln und Resten von Krustentieren und Fischen. Die Dörfer wurden teils auf künstlich angelegten Hügeln errichtet, die zum Teil heute noch sichtbar sind, beispielsweise die archäologischen Ausgrabungen auf Horr’s Island.

### Bekleidung und Schmuck
Die Calusa trugen nur wenig Kleidung. Von den Männern ist bekannt, dass sie Lendenschurze aus Hirschleder trugen. Von der Bekleidung der Frauen ist seitens der Spanier nichts überliefert worden. Vermutlich trugen sie wie andere Indianer in Florida Hemden, die aus Spanischem Moos gefertigt wurden. Ferner wird berichtet, dass die Calusa ihre Körper bemalten, aber nicht tätowierten. Wie bei vielen indigenen Völkern trugen die Männer langes Haar. Nach Berichten der ersten christlichen Missionare galt es bei den Männern als großer Frevel, sich die Haare zu schneiden. Zum Schmuck der Calusa ist nur wenig überliefert. Menéndez de Avilés beschreibt für seinen Besuch der Calusa im Jahre 1566, dass die Frau des Häuptlings Perlen, wertvolle Steine und Goldperlen trug. Vom Sohn des Häuptlings berichtete er, dass dieser ebenfalls Goldschmuck trug.

### Glaube
Die Calusa glaubten an drei übernatürliche Wesen, welche die Welt beherrschten. Das erste, mächtigste Wesen herrschte über die hiesige, materielle Welt. Das zweite Wesen lenkte die weltlichen Führer und das dritte Wesen entschied über den Ausgang von Kriegen. Weiterhin glaubten sie, dass jeder drei Seelen besitzt, von denen zwei nach dem Tod in verschiedene Tiere überwandern. Die drei Seelen manifestierten sich in den Pupillen der Augen, dem Schatten einer Person und ihrer Reflexion auf Gegenständen. Die Seele, die der Pupille eines Menschen zugeordnet war, blieb nach dem Tod in ihrem Körper. Die beiden anderen Seelen gingen in ein Tier über. Wenn ein Calusa ein solches Tier tötete, so ging die Seele in ein niederes Tier über oder verschwand. Die Zeremonien der Calusa wurden von Prozessionen von Priestern und singenden Frauen begleitet. Die Priester trugen dabei geschnitzte Masken, die nach dem Gebrauch an die Wände des Tempels gehängt wurden. Hernando de Escalante Fontaneda als früher Chronist der Calusa schreibt, dass ihre Schamanen Masken mit Hörnern hatten, die ihn an Teufel erinnerten.
Die Calusa widerstanden allen Versuchen der Spanier, sie zum katholischen Glauben zu bekehren. Besonders ihre Stammesfürsten widersetzten sich vehement, da ihre ganze Macht und ihr Zweikastensystem auf ihren Glauben ausgerichtet waren. Nach ihrem Glauben sahen sich die Stammesfürsten als Bindeglied zwischen ihrem Stamm und ihren Göttern. Jegliche Glaubenskonversion hätte die Legitimation und Autorität der Stammesfürsten untergraben. Bis zu ihrem Untergang hielten sie an ihrem gesellschaftlichen System und ihrer Religion fest.

## Sprache
Von der Sprache der Calusa ist wenig überliefert worden. Lediglich ein Dutzend Wörter und 50 bis 60 geographische Bezeichnungen sind heute eindeutig der Sprache der Calusa zuordenbar. Der Spanier Hernando de Escalante Fontaneda deutete in seinen Berichten an, dass alle Indianerstämme Südfloridas und der Tampa Bay, wie die Tequesta, Mayaimi, Tocobaga und auch die Calusa, eine Sprache, wenn auch in unterschiedlichen Dialekten, sprachen. Die Sprache kann einer Sprachfamilie zugeordnet werden, die auch von den Apalachee, Timucua, Mayaca und Ais, die das zentrale und nördliche Florida bewohnten, gesprochen wurde. Nach Julian Granberry ist die Sprache der Calusa mit Tunica, einer isolierten Sprache, die von Indianern am unteren Mississippi gesprochen wurde, verwandt.

## Kontakt mit Europäern
Der erste überlieferte Kontakt zwischen Europäern und Calusa fand im Mai 1513 statt, als Juan Ponce de León an der Westküste Floridas, vermutlich in der Nähe des Caloosahatchee River, landete. Die Calusa kannten die Spanier schon von ihren vorherigen Landungen, hielten sich aber versteckt, da sie von aus Kuba geflüchteten Indianern von der dortigen Invasion der Spanier gehört hatten. Die Spanier zogen eines ihrer Schiffe auf den Strand und boten den Calusa Handel an. Nach zehn Tagen kam ein Mann zu Ponce de León, der Spanisch sprach und die Ankunft des Häuptlings der Calusa ankündigte. Aber kurz darauf wurden die Spanier von etwa 20 Kriegskanus der Calusa angegriffen. Die Spanier konnten den Angriff abwehren, und es gelang ihnen, einige der Indianer gefangen zu nehmen. Am nächsten Tag wurden die Spanier erneut von 80 Kanus angegriffen, worauf sie sich nach Puerto Rico zurückzogen.
Im Jahre 1517 landete Francisco Hernández de Córdoba im Südwesten von Florida, als er auf der Rückreise von seiner Entdeckungsreise nach Yucatán war. Auch er wurde bei seiner Landung von den Calusa angegriffen. Erst 1521 kehrte Ponce de León in den Südwesten Floridas zurück, um eine Kolonie zu gründen. Die Pläne mussten nach massiven Angriffen der Calusa aufgegeben werden. Ponce de León wurde bei den Kämpfen tödlich verwundet.
Die nächsten Kontakte zu den Calusa fanden durch Expeditionen von Pánfilo de Narváez (1528) und Hernando de Soto (1539) statt. Beide landeten in der Tampa Bay, etwas nördlich des Gebiets der Calusa. Die Dominikaner erreichten das Gebiet der Calusa um 1549, verließen es aber wieder schnell, da die Indianer gegenüber den Mönchen sehr feindselig waren. Zwischen 1540 und 1550 gibt es lediglich einzelne Kontakte zwischen schiffbrüchigen Europäern und den Calusa. Die besten Informationen über den ersten Kontakt zwischen den Calusa und den Europäern findet man in den Beschreibungen von Hernando de Escalante Fontaneda, der als Schiffbrüchiger zu den Calusa kam. Fontaneda erlitt um 1550 an der Ostküste Floridas, möglicherweise in den Keys, Schiffbruch. Zu diesem Zeitpunkt war er dreizehn Jahre alt. Obwohl mehrere Personen den Schiffbruch überlebt hatten, war er der Einzige, der nicht von den Kriegern der Calusa getötet wurde. Die nächsten siebzehn Jahre lebte er bei verschiedenen Stämmen im Süden von Florida, bis er von der Expedition Pedro Menéndez de Avilés’ gerettet wurde.
Im Jahre 1566 konnte Pedro Menéndez de Avilés, der Gründer von St. Augustine, einen Frieden mit den Calusa bzw. dem Stammesfürsten Caluus (Carlos) aushandeln. Menéndez heiratet Carlos Schwester. Sie nahm den christlichen Namen „Doña Antonia“ an. Menéndez gründete eine Garnison und die Jesuitenmission San Antón de Carlos in der Nähe der Hauptstadt der Calusa. Nachdem es zu feindlichen Handlungen zwischen den Spaniern und Calusa kam, töteten die Spanier den Häuptling Carlos, seinen Sohn Felipe und weitere Würdenträger der Calusa. Ihre Garnison bzw. die Mission waren jetzt nicht mehr sicher, und so gaben sie ihren Stützpunkt im Jahre 1569 auf.
Nach diesem Ereignis gab es für lange Zeit keinen Kontakt zwischen Spaniern und Calusa. Erst 1641 griffen die Spanier im Verlauf eines Krieges zwischen den Calusa und anderen mit den Spaniern verbündeten Indianern in der Tampa Bay an. 1680 scheiterte ein Versuch der Spanier, die von den Calusa gefangen gehaltenen spanischen Soldaten zu befreien. Die an das Territorium der Calusa angrenzenden Indianerstämme verweigerten den spanischen Soldaten den Durchmarsch, da sie Angst vor Vergeltungsaktionen der Calusa hatten. 1697 wurde von Franziskanern ein erneuter Versuch unternommen, eine Mission zu gründen. Dieser Versuch wurde schon nach wenigen Monaten wieder aufgegeben.

## Untergang
Nach dem Ausbruch des Krieges zwischen Spanien und England im Jahre 1702 fielen die mit den Engländern verbündeten Uchise und Yamasee in Florida ein und begannen die Calusa zu versklaven. Die Situation wurde noch dadurch verschärft, dass die Uchise und Yamasee von den Engländern mit Schusswaffen ausgerüstet wurden. Da die Calusa von den Europäern isoliert lebten, verfügten sie über keine derartigen Waffen. Durch die einfallenden Indianerstämme und Europäer verbreiteten sich unter den Calusa verheerenden Seuchen wie die Pocken. Die wenigen überlebenden Calusa zogen sich in den Süden und Osten Floridas zurück. Im Jahre 1711 evakuierten die Spanier von den verbliebenen 1700 Indianern Floridas 270, darunter auch viele Calusa, von den Florida Keys nach Kuba. Von den Evakuierten starben etwa 200.
Die Spanier gründeten 1743 in Biscayne Bay eine Mission für die letzten Überlebenden. Die Mission wurde allerdings nach wenigen Monaten wieder geschlossen. Mit der Übergabe Floridas von Spanien an Großbritannien im Jahre 1763 wurden die letzten Überlebenden des Stammes der Calusa nach Kuba übersiedelt und einige wenige gingen in den Stämmen der Seminolen auf. Seit Mitte des 18. Jahrhunderts gilt der Stamm der Calusa als ausgestorben.